# Jadin Gould
Jadin Gould (Stillwater, Oklahoma, Estados Unidos, 20 de junio de 1998) es una actriz estadounidense.

## Filmografía
- 2013: El hombre de acero ... Lana Lang
- 2012: TalhotBlond... Stacey Montgomery
- 2012: CSI: NY... Young Lindsay
- 2011: Rizzoli & Isles ... Mandy Mateo
- 2011: World Invasion: Battle LA ... Amy
- 2010: The Forgotten ... Lucy Donovan
- 2010: Chuck ...  Ellie
- 2010: The Mentalist ... Lainie
- 2009: United States of Tara ... Kimmy
- 2009: The Wishing Well ... Abby Jansen
- 2009: Cryptic ...Jessie Graver
- 2008: A Kiss at Midnight ... Cassie Sherman
- 2008: ICarly ...  Carly Shay (niña)[2]
- 2007: Backyards and Bullets ... Kristen Kreeger
- 2006: Dexter ...  Debra